# Mistrovství světa v zápasu ve volném stylu 1975
Mistrovství světa v zápasu ve volném stylu 1975 se uskutečnilo v Minsku, Sovětský svaz.

## Přehled medailí

### Volný styl
| Kategorie | Zlato                  | Stříbro               | Bronz                |
| --------- | ---------------------- | --------------------- | -------------------- |
| 48 kg     | Chasan Isajev          | Anatolij Charitonjuk  | Kim Hwa-kyung        |
| 52 kg     | Júdži Takada           | Telman Pašajev        | Dimitar Filipov      |
| 57 kg     | Masao Arai             | Vladimir Jumin        | Micho Dukov          |
| 62 kg     | Dzevegín Ojdov         | Théodule Toulotte     | Jang Čung-mo         |
| 68 kg     | Pavel Pinigin          | Cedendambyn Nacagdorj | Ismail Juseinov      |
| 74 kg     | Ruslan Ašuralijev      | Mansour Barzegar      | Džiičiró Date        |
| 82 kg     | Adolf Seger            | Ismail Abilov         | Vasile Iorga         |
| 90 kg     | Levan Tedyjašvili      | Horst Stottmeister    | Šukri Ljutviev (BUL) |
| 100 kg    | Chorloogiin Bajanmönch | Harald Büttner        | Vladimir Guljutkin   |
| +100 kg   | Soslan Andijev         | Roland Gehrke         | Heinz Eichelbaum     |

## Týmové hodnocení
| Pořadí | Muži volný styl  | Muži volný styl |
| Pořadí | Tým              | Body            |
| ------ | ---------------- | --------------- |
| 1      | Sovětský svaz    | 43              |
| 2      | Bulharsko        | 31              |
| 3      | Japonsko         | 20              |
| 4      | Mongolsko        | 19              |
| 5      | USA              | 17              |
| 6      | Východní Německo | 16              |